# Symitha microdonta
Symitha microdonta är en fjärilsart som beskrevs av George Francis Hampson 1912. Symitha microdonta ingår i släktet Symitha och familjen trågspinnare. Inga underarter finns listade i Catalogue of Life.